# Геляс, Ярослав Томович
Ярослав Томович Геляс (4 декабря 1916, с. Терпиловка — 6 октября 1992, Львов) — украинский советский актёр. Народный артист Украинской ССР.

## Биография
Родился в 1916 году на Тернопольшине, в селе Терпиловка. О его ранних годах почти ничего не известно, некоторое время работал актёром и помощником бродячего театра. под руководством режиссёра Иосифа Стадника.
В 1939—1941 годах — актёр Всеукраинского театра Красной Армии.
В 1944—1949 годах — актёр Львовского ТЮЗа.
В 1948 году окончил Львовскую консерваторию.
В 1949—1957 годах — актёр Харьковского драмтеатра им. Т. Г. Шевченко.
В 1958—1960 годах работал во Львове в Украинском драмтеатре им. Марии Заньковецкой.
В 1963—1974 годах — главный режиссёр Тернопольского украинского драматического театра им. Т. Г. Шевченко.
В 1964 году удостоен звания Народный артист Украинской ССР.
В 1974—1992 годах — главный режиссёр Закарпатского областного украинского музыкально-драматического театра.
Награждён орденами Трудового Красного Знамени и «Знак Почёта», грамотой Президиума Верховного Совета УССР.
Умер в 1992 года во Львове, похоронен на Лычаковском кладбище.

## Фильмография
- 1954 — Над Черемошем — Николай Сенчук
- 1956 — Иван Франко — Михайло Павлык
- 1957 — Правда — А. Ф. Керенский
- 1959 — Олекса Довбуш — Штефан
- 1968 — Ошибка Оноре де Бальзака — Кароль Ганский, полковник
- 1969 — Дума о Британке — эпизод
- 1970 — Семья Коцюбинских — Иван Франко
- 1970 — Чёртова дюжина — Нилов, комендант
- 1972 — Всадники — майор на ипподроме